# Ja'akov Geri
Ja'akov Me'ir Geri (hebrejsky: יעקב גרי, rodným jménem Jack Goering; 1901 – 18. prosince 1974) byl izraelský právník, podnikatel a politik, který v letech 1950 až 1951 zastával v izraelské vládě post ministra obchodu a průmyslu.

## Biografie
Narodil se v Jihoafrické republice, profesí byl právník a po příchodu do britské mandátní Palestiny působil v právnické kanceláři, kde spolupracoval s Dovem Josefem, se kterým později zasedal ve vládě. Byl jedním ze zakladatelů investiční společnosti Africa Israel Investments a postupně působil jako její jednatel a od roku 1946 jako výkonný ředitel. Z pozice společnosti inicioval vznik sídla Savjon a vstup společnosti na akciové trhy.
V roce 1950 byl jmenován ministrem obchodu a průmyslu ve druhé vládě a stal se v pořadí druhým ministrem, který nebyl členem Knesetu (prvním byl Jicchak Gruenbaum). V pozici ministra působil rok, a to až do voleb v roce 1951.
V letech 1955 až 1963 zastával post předsedy rady pro rozvoj krajiny, který nakonec opustil ze zdravotních důvodů.